# Joffrey Lauvergne
Joffrey Lauverne (Mulhouse, 30 de setembro de 1991) é um basquetebolista profissional francês que atualmente defende o LDLC ASVEL na Élite (França) e EuroLiga. O jogador que atua nas posições Ala-pivô e Pivô (basquete) possui 2,06m e 109kg.
Com carreira e títulos no basquetebol europeu, Lauvergne optou por ingressar na NBA através do Draft da NBA em 2013 quando foi selecionado na 55ª escolha na 2ª Rodada pelo Memphis Grizzlies.
Com a Seleção Francesa conquistou a medalha de ouro no EuroBasket 2013 na Eslovénia e a Medalha de Bronze no Mundial de 2014.

## Carreira Profissional

### Europa
Joffrey Lauverne iniciou sua formação atlética no Centre fédéral de basket-ball, que é o centro de excelência em formação de atletas na França e lá permaneceu entre os anos de 2007 a 2009.
Na equipe do Élan Chalon de Chalon-sur-Saône, França jogou por três temporadas até assinar um contrato curto com o Valencia de apenas um mês para substituir o lesionado Serhiy Lishcuk.
Em dezembro de 2012 chegou a um acordo com os sérvios do Partizan, contrato o qual previa dois anos e meios
Em 25 de junho de 2014 com status de estrela após ter sido campeão europeu, Lauvergne assinou com o Khimki da Rússia por uma temporada.

### NBA
Pautando um novo horizonte em sua carreira profissional, Lauvergne se inscreve no Draft da NBA de 2013 onde foi escolhido como 55ª escolha geral pelo Memphis Grizzlies. No entanto ele não ingressa na equipe do Tennessee, mas juntamente com Darrell Arthur é negociado com Kosta Koufos com o Denver Nuggets.
Em 30 de agosto de 2016 foi envolvido em uma negociação do Denver Nuggets e o Oklahoma City Thunder por escolhas no Draft de 2017.
Em 23 de fevereiro de 2017 foi envolvido em transação com o Chicago Bulls, onde juntamente com Anthony Morrow e Cameron Payne foram trocados por Taj Gibson, Doug McDermott e uma opção no Draft de 2018.
Após apenas 23 partidas pelos Bulls, assinou contrato com o San Antonio Spurs em 18 de julho de 2017.

### Retorno à Europa
Em 4 de julho de 2018 Lauvergne volta ao Velho Continente assinando com o então campeão da Euroliga.
Em 14 de julho de 2020 Lauvergne assina contrato com duração de um ano com a potência lituana Žalgiris Kaunas.

## Títulos e reconhecimentos

### Seleção Francesa
Campeonato Mundial
- Medalha de Bronze - Espanha 2014

Campeonato Europeu
- Medalha de ouro - Eslovênia 2013
- Medalha de bronze - Lille 2015

### Clubes
Élan Chalon
- Liga Francesa (1): 2011-2012
- Copa da França (2):2010-11, 2011-12
- Semaine des As (1): 2012

Partizan
- Liga Sérvia (2): 2012-13, 2013-14
- Liga Adriática (1): 2012-13

Fenerbahçe
- Copa da Turquia (2): 2019, 2020

Žalgiris Kaunas
- Copa Rei Mindaugas (1): 2021

### Pessoais
- MVP da Copa Rei Mindaugas 2021
- MVP da Semana 15 da Euroliga 2020-21